# Old Faithful Lodge
De Old Faithful Lodge is een Amerikaans hotel in Yellowstone National Park (Wyoming). Het ligt recht tegenover de bekendere Old Faithful Inn en nabij de Old Faithful-geiser waar beide hotels naar vernoemd zijn. Zoals alle hotels in Yellowstone, wordt de Old Faithful Lodge door Xanterra Parks & Resorts uitgebaat.
De lodge bestond oorspronkelijk uit verschillende kleine gebouwen die in 1923 gebouwd waren. In 1926-1927 consolideerde de architect Gilbert Stanley Underwood met de hulp van de architect van de National Park Service, Daniel Ray Hull, ze in één geheel. De Old Faithful Lodge is een voorbeeld van de rustieke architectuur die geassocieerd wordt met de bouwprojecten in de nationale parken van de Verenigde Staten.
De Old Faithful Lodge behoort tot het Old Faithful Historic District, waartoe ook de Old Faithful Inn en verschillende andere historische gebouwen behoren.